# Mata de Indio
Mata de Indio är en ort i Mexiko.   Den ligger i kommunen Totutla och delstaten Veracruz, i den sydöstra delen av landet, 240 km öster om huvudstaden Mexico City. Mata de Indio ligger 902 meter över havet och antalet invånare är 1 576.
Terrängen runt Mata de Indio är kuperad. Runt Mata de Indio är det ganska tätbefolkat, med 116 invånare per kvadratkilometer. Närmaste större samhälle är Huatusco de Chicuellar, 16,0 km sydväst om Mata de Indio. I omgivningarna runt Mata de Indio växer huvudsakligen savannskog.